# Frank Penn (Cricketspieler, 1851)
Frank Penn (* 7. März 1851 in Lewisham, Vereinigtes Königreich; † 26. Dezember 1916 in Patrixbourne, Vereinigtes Königreich) war ein englischer Cricketspieler, der im Jahr 1880 für die englische Nationalmannschaft spielte. Nach seiner aktiven Karriere war er Präsident für den Kent County Cricket Club.

## Kindheit und Ausbildung
Penn war Sohn des Marineingenieurs John Penn. Auch seine Brüder William Penn und Dick Penn spielten First-Class-Cricket für Kent. Sein Bruder John Penn war abgeordneter im britischen Unterhaus.

## Aktive Karriere
Penn hatte sich früh im Clubcricket etabliert und gab sein First-Class-Debüt für Kent im Sommer 1875. Im Folgenden Jahr erhielt er eine Nominierung für die Gentlemen v Players, wobei er in den folgenden Jahren acht Mal bei dem Spiel antreten sollte. Daraufhin etablierte er sich als einer der führenden Batter im englischen Cricket. Er reiste in der Saison 1878/79 unter Kapitän George Harris nach Australien, kam im Test jedoch nicht zum Einsatz. Seinen einzigen Test absolvierte im Sommer 1880 gegen Australien, bei dem er 23 Runs im ersten Innings und mit abschließenden ungeschlagenen 27* Runs den Sieg sicherte. Doch erlitt er ein Jahr später eine Herz-Attacke in deren Folge er nicht mehr laufen durfte und so seine Karriere aufgeben musste.

## Nach der aktiven Karriere
Penn übernahm nach seiner aktiven Karriere die Rolle des Präsidenten des Kent County Cricket Clubs. Er verstarb im Dezember 1916 mit 65 Jahren.